# Katalysatorträger
|  | Dieser Artikel wurde auf der Qualitätssicherungsseite der Redaktion Chemie eingetragen. Dies geschieht, um die Qualität der Artikel aus dem Themengebiet Chemie formal und inhaltlich auf ein in der Wikipedia gewünschtes Niveau zu bringen. Wir sind dankbar für deine Mithilfe, bitte beteilige dich an der Diskussion (neuer Eintrag) oder überarbeite den Artikel entsprechend. |

Ein Katalysatorträger ist ein Material mit einer großen spezifischen Oberfläche, auf dem katalytisch aktive Metallpartikel fixiert werden. Die Aktivität heterogener Katalysatoren wird maßgeblich durch die Zugänglichkeit der aktiven Metalle auf dem Trägermaterial bestimmt. Der Träger kann dabei entweder inert bleiben oder aktiv an den katalytischen Reaktionen teilnehmen. Typische Materialien für Katalysatorträger sind verschiedene Formen von Aktivkohle, Aluminiumoxid und Siliciumdioxid.